# Dennis Fenton
Dennis Fenton (* 20. November 1888 in Ventry, Irland; † 29. März 1954 in San Diego) war ein US-amerikanischer Sportschütze.

## Erfolge
Dennis Fenton nahm an den Olympischen Spielen 1920 in Antwerpen und 1924 in Paris teil. In Antwerpen verpasste er mit dem freien Gewehr in der Einzelkonkurrenz eine vordere Platzierung, während er in der Mannschaftswertung gemeinsam mit Morris Fisher, Willis Lee, Carl Osburn und Lloyd Spooner Olympiasieger wurde. Mit dem Armeegewehr im liegenden Anschlag über 600 m gewann er mit der Mannschaft, die neben Lee und Spooner noch Oliver Schriver und Joseph Jackson umfasste, ebenfalls die Goldmedaille. Mit dem Kleinkalibergewehr sicherte er sich mit der Mannschaft, bestehend aus Willis Lee, Lawrence Nuesslein, Arthur Rothrock, Oliver Schriver und Fenton, seinen dritten Olympiasieg. Auch im Einzel gewann er mit Bronze eine Medaille. 1924 in Paris trat er in den Gewehr-Disziplinen lediglich nochmal im liegenden Anschlag über 600 m an, blieb dort jedoch ohne Medaille. In der Disziplin Laufender Hirsch erreichte er im Einzel im Einzelschuss den zwölften und im Doppelschuss den 24. Rang. In den Mannschaftskonkurrenzen wurde er im Doppelschuss Fünfter, während er im Einzelschuss gemeinsam mit John Boles, Raymond Coulter und Walter Stokes eine weitere Bronzemedaille gewann.
Fenton emigrierte 1906 in die Vereinigten Staaten. Kurzzeitig arbeitete er in Boston in einer Lederfabrik, ehe er sich 1908 in der US Army einschrieb. Nach einer längeren Stationierung auf den Philippinen und einer kurzen in China wurde er während des Ersten Weltkriegs in den Staaten stationiert, wo er Rekruten ausbildete. 1918 erhielt er die Staatsbürgerschaft der Vereinigten Staaten. Am 31. Oktober 1937 schied Fenton im Rang eines Master Sergeants aus dem aktiven Dienst aus.